# Тачи (футболист)
Альберто Родригес Баро (исп. Alberto Rodríguez Baró; род. 10 сентября 1997, Фуэнлабрада, Мадрид), известный также как Тачи (исп. Tachi) — испанский футболист, центральный защитник клуба «Мирандес».

## Клубная карьера
В 2013 году присоединился к молодёжной команде мадридского «Атлетико». В сезоне 2016/17 был переведён во вторую команду «матрасников». Дебют состоялся 28 августа 2016 года в гостевом матче Терсеры против «Футбол Алькобендас Спорт».
Свой первый гол Тачи забил 7 мая 2017 года в гостевом матче против «Парлы». Он сыграл в 33 матчах и помог клубу выйти в Сегунду Б.
19 июля 2019 года Тачи подписал четырёхлетний контракт с «Алавесом» из Ла Лиги. Дебют за баскский клуб состоялся 18 августа в домашнем матче против «Леванте», заменив по ходу матча Луиса Риоху.
26 января 2022 года, после того как он стал редко появляться на поле, Тачи был отдан в аренду в клуб «Фуэнлабраду» из Сегунды на оставшуюся часть сезона 2021/22.
Пробыв безработным до конца 2022 года, 20 января 2023 года Тачи присоединился к польской команде «Висла» по соглашению до июня 2024 года. 3 августа он покинул клуб по обоюдному согласию и на следующий день подписал годовой контракт с «Мирандесом».

## Клубная статистика
| Клуб              | Сезон      | Лига       | Лига  | Лига | Кубок | Кубок | Континент | Континент | Другое | Другое | Итог  | Итог |
| Клуб              | Сезон      | Дивизион   | Матчи | Голы | Матчи | Голы  | Матчи     | Голы      | Матчи  | Голы   | Матчи | Голы |
| ----------------- | ---------- | ---------- | ----- | ---- | ----- | ----- | --------- | --------- | ------ | ------ | ----- | ---- |
| Атлетико Мадрид B | 2016/17    | Терсера    | 31    | 1    | —     | —     | —         | —         | 2      | 0      | 33    | 1    |
| Атлетико Мадрид B | 2017/18    | Сегунда Б  | 24    | 0    | —     | —     | —         | —         | —      | —      | 24    | 0    |
| Атлетико Мадрид B | 2018/19    | Сегунда Б  | 33    | 3    | —     | —     | —         | —         | 2      | 0      | 35    | 3    |
| Атлетико Мадрид B | Итог       | Итог       | 88    | 4    | 0     | 0     | 0         | 0         | 4      | 0      | 92    | 4    |
| Атлетико Мадрид   | 2018/19    | Ла Лига    | 0     | 0    | 0     | 0     | 0         | 0         | —      | —      | 0     | 0    |
| Алавес            | 2019/20    | Ла Лига    | 6     | 0    | 1     | 0     | —         | —         | —      | —      | 7     | 0    |
| Алавес            | 2020/21    | Ла Лига    | 8     | 0    | 2     | 0     | —         | —         | —      | —      | 10    | 0    |
| Алавес            | Итог       | Итог       | 14    | 0    | 3     | 0     | 0         | 0         | 0      | 0      | 17    | 0    |
| Общий итог        | Общий итог | Общий итог | 102   | 4    | 3     | 0     | 0         | 0         | 4      | 0      | 109   | 0    |

1. 1 2  Матч(и) в плей-офф на повышение